# Ariarne Titmus
Ariarne Titmus  (født 7. september 2000) er en australsk svømmer.
I 2021 vandt Titmus to guldmedaljer for Australien ved under Sommer-OL 2020 i Tokyo.
Hun vandt desuden bronze med stafetholdet i 4×200 m fri.